# Bordj Bou Arréridj

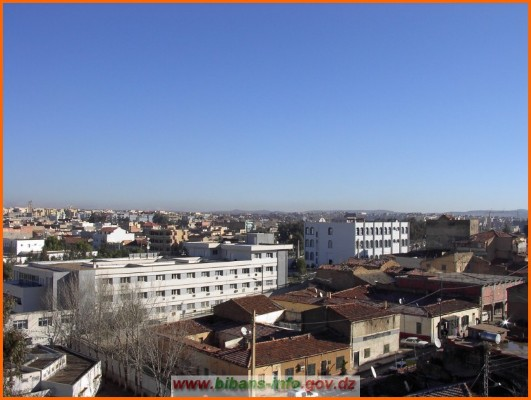
Vy över Bordj Bou Arréridj.

Bordj Bou Arréridj (arabiska برج بوعريريج) är en stad och kommun i norra Algeriet och är administrativ huvudort för en provins med samma namn. Folkmängden i kommunen uppgick till 168 346 invånare vid folkräkningen 2008, varav 158 812 invånare bodde i själva centralorten.